# Riachão Esporte Clube
O Riachão Esporte Clube é um clube de futebol brasileiro da cidade de Riachão do Dantas. Manda seus jogos no Estádio Roberto Góis, o Robertão.
Sua sede se localiza na Rua Deputado Arnaldo Garcez, 184, Centro.

## Estatísticas

### Participações
|  | Participações em 2024 |

| Competição | Competição | Temporadas | Melhor campanha    | Estreia | Última | P | R |
| Sergipe    | Série A2   | 5          | 8º colocado (2006) | 2006    | 2024   | – | 1 |

### Presidentes
| Nome             | Período   |
| ---------------- | --------- |
| Edvaldo Medeiros | 2006-2008 |

#### Evolução do escudo
- Evolução do escudo, desde sua criação até os dias atuais.

| Evolução do Escudo do Riachão Esporte Clube | Evolução do Escudo do Riachão Esporte Clube | Evolução do Escudo do Riachão Esporte Clube | Evolução do Escudo do Riachão Esporte Clube | Evolução do Escudo do Riachão Esporte Clube | Evolução do Escudo do Riachão Esporte Clube | Evolução do Escudo do Riachão Esporte Clube | Evolução do Escudo do Riachão Esporte Clube |
| 2006-2020                                   | 2021-Presente                               |                                             |                                             |                                             |                                             |                                             |                                             |
| ------------------------------------------- | ------------------------------------------- | ------------------------------------------- | ------------------------------------------- | ------------------------------------------- | ------------------------------------------- | ------------------------------------------- | ------------------------------------------- |